# Valentin Herr (Chronist)
Valentin Herr (* 26. Mai 1606 in Bad Neustadt an der Saale; † 7. Februar 1681 ebenda) war von 1637 bis ca. 1681 Chronist und Bürgermeister in Bad Neustadt an der Saale.

## Frühe Jahre
Über die Jugendjahre von Valentin Herr ist wenig überliefert. Um 1630 tauchte er zum ersten Mal als Vormund von Unmündigen auf. Am 18. April 1637 wurde er zum Ratsherren gewählt. Gleichzeitig tauchte er in Ratsprotokollen als Unterbürgermeister auf. In diesen Protokollen erschien er auch immer wieder im Zusammenhang mit Auseinandersetzungen und Streitigkeiten.

## Kommunalpolitiker und Chronist

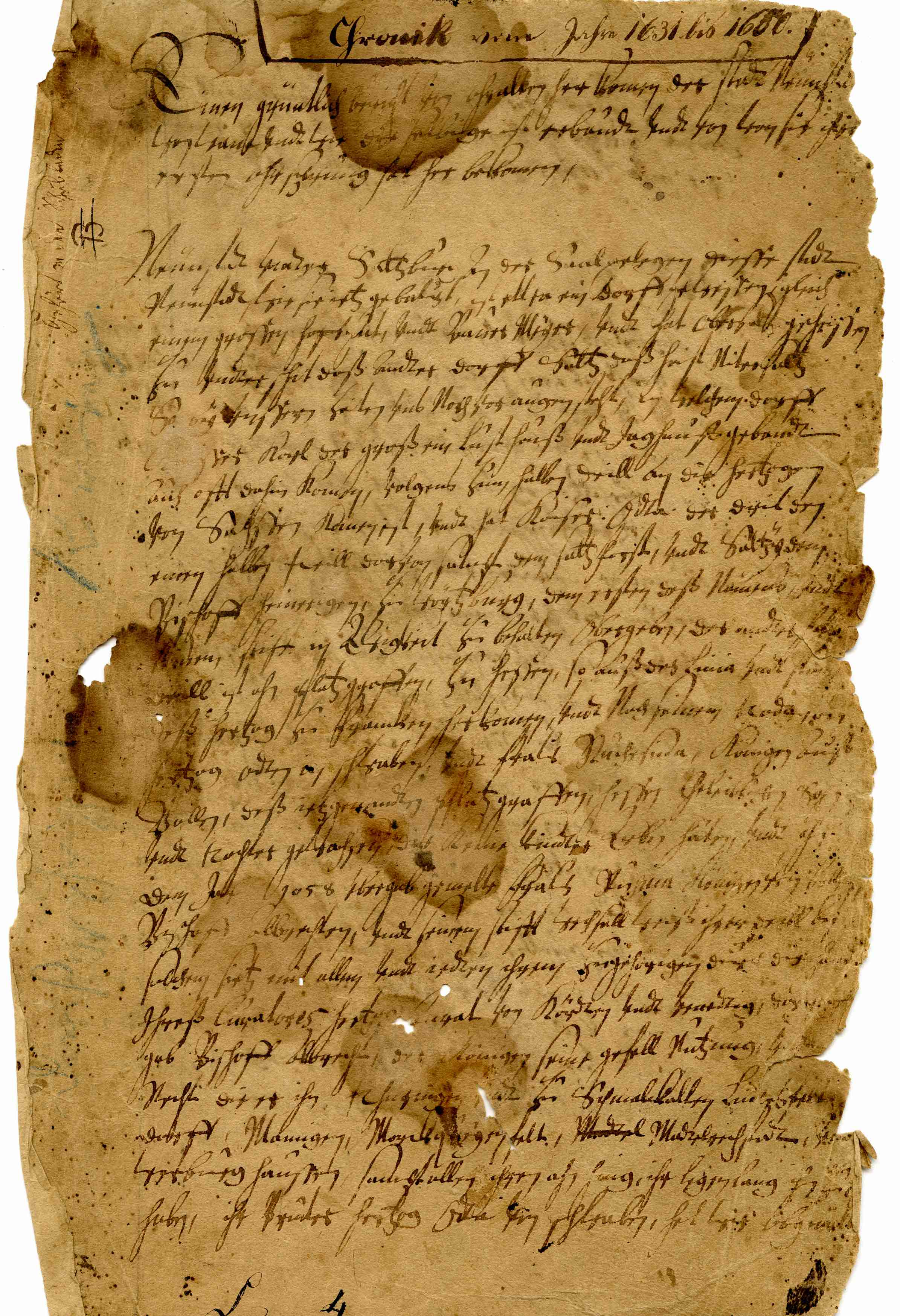
Die Chronik aus dem Dreißigjährigen Krieg des Ratsherren Valentin Herr aus dem Jahre 1651

1638 wurde er zum ‚Beetmeister‘ und Schatzdeputierten ernannt. Er betreute insofern das bedeutende Amt des Kämmerers. 1639 wurde er zum Braumeister ernannt und hat somit die Aufsicht über das Brau- und Schankwesen der Stadt. 1641 tauchte er bei einem Streit über Unterschlagung auf, wobei ihm keine Schuld nachgewiesen werden konnte. 1644 wurde er Baumeister der Stadt, also Leiter des Bauamtes.
Sein wichtigster Versdienst ist aber die Verfassung einer Chronik der Ereignisse  Bad Neustadts während des Dreißigjährigen Krieges.

## Oberbürgermeister und Siechenamt
1668 wurde er zum wiederholten Male zum Oberbürgermeister der Stadt ernannt. 1678 war er Beauftragter für das ‚Siechenamt‘.
Ab 1681 erscheinen in Ratsprotokollen immer mehr Bemerkungen über die Abwesenheit Herrs im Rat der Stadt. Am 7. oder 8. Februar verstarb Valentin Herr.

## Schriften
- Chronik vom Jahre 1631 bis 1650, Bad Neustadt 1651 (Digitalisat  vom Stadtarchiv Bad Neustadt an der Saale)

## Trivia
Im Juli 2019 fand unter der Leitung des Lehrers Matthias Eichele eine stark beachtete Aufführung des Valentin Herr Stoffes durch eine Schülergruppe des Rhön-Gymnasium Bad Neustadt in der Stadthalle Bad Neustadts statt.